# Voluntad Popular
Voluntad Popular (svenska: 'Folkets Vilja') är ett progressivt socialdemokratiskt politiskt parti i Venezuela som grundades 5 december 2009 under ledningen av före detta borgmästaren Leopoldo López. I nuläget leder partiet en övergångsregering från venezuelanska parlamentet med ledamoten Juan Guaidó som nationalförsamlingens majoritetsledare. 